# Sraiki
Sraiki o Moviment Seraiki és una afiliació ètnica de tipus nacionalista del Panjab referent als seraikis, que gaudeixen d'una llengua pròpia, una de les més grans del món sense rang oficial.
Els seraikis volen formar una província pròpia, el Seraikistan, que estaria formada essencialment per Multan, Bahawalpur i Dera Ghazi Khan, i quedaria separada del Panjab, cosa afavorida pels balutxis i paixtus, enemics de l'hegemonia panjabi al Pakistan.